# Большая Ендова
Большая Ендова (от ендова: низкая большая медная, луженая братина, в переносном значении — котловина, озеро) — природный памятник в Мокшанском районе Пензенской области, созданный для сохранения природных комплексов луговых, настоящих и опустыненных степей, а также некоторых видов редких растений, таких, как, например, терескен серый. Занимает площадь в 50 га. Впервые описан пензенским биологом И. И. Спрыгиным в 1898 году. Является балкой, начинающейся котловиной 1 км в поперечнике, со склонами высотой в 18-20 м и протяженностью около 120 метров.
Близ вершины, возле бровки южной экспозиции произрастает терескен серый, ниже — ковыль волосатик, подмаренник настоящий, дрок красильный, тимьян Маршалла, короставник полевой, зопник клубненосный, нивяник обыкновенный, клевер горный и альпийский, шалфей луговой, синяк красный, девясил высокий, горец альпийский и другие виды. На склонах и по небольшим лощинам встречаются одиночные деревья и заросли степных кустарников: тёрн, ракитник русский, спирея городчатая, вишня кустарниковая, миндаль низкий, роза коричная с характерным для них крупнотравьем. Встречаются редкие для региона растения: астрагал австрийский и шершавый, козелец испанский и прямой, смолёвка сибирская и др.